# Periclimenes yucatanicus
El camarón limpiador de Yucatán (Periclimenes yucatanicus) es una especie de camarón omnívoro de la familia Palaemonidae, orden Decapoda. Se distribuye por la península de Yucatán y el mar Caribe.

## Descripción
Estos camarones viven entre los tentáculos de varias especies de anémonas de mar. Balancean su cuerpo y agitan sus antenas para atraer peces de los que comen tejidos muertos, algas y parásitos.
Crece hasta una longitud de aproximadamente 2,5 cm (1 pulgada). Tiene un cuerpo transparente estampado con marcas en forma de silla de montar de colores marrón y blanco. Las quelas y las patas tienen franjas pronunciadas en rojo, púrpura y blanco. Hay dos pares de antenas blancas largas con bandas negras.

## Distribución
Se encuentra a profundidades de hasta unos 24 metros en el Mar Caribe, el sur de Florida, las Bahamas y tan al sur como Colombia.

## Ciclo de vida
La reproducción se lleva a cabo en el verano y se han visto hembras incubando huevos debajo del abdomen en los meses de julio y agosto. Después de la eclosión, las larvas pasan por varias etapas larvarias planctónicas antes de asentarse en el lecho marino y sufrir una metamorfosis en su forma adulta.

## Ecología
El camarón limpiador manchado vive en estrecha asociación con las anémonas de mar, ya sea Condylactis gigantea, Lebrunia danae, Bartholomea lucida o Bartholomea annulata. Vive entre los tentáculos y se han visto hasta seis camarones individuales en una anémona de mar. Agita sus antenas en el agua para atraer la atención de los peces de arrecife que pasan. Cuando posan inmóviles junto a la anémona, esta emerge de los tentáculos y elimina y se alimenta de parásitos externos y escamas de piel suelta de los peces. Incluso entra en la boca de los peces y limpia detrás de sus branquias aparentemente sin probabilidad de que se lo coman. También se ha encontrado asociado con la anémona de mar Rhodactis sanctithomae en las Islas Vírgenes de los Estados Unidos, una especie de anémona no reconocida previamente como especie simbionte. También en las Islas Vírgenes, se ha visto en los tentáculos de la medusa Cassiopea.

## Galería

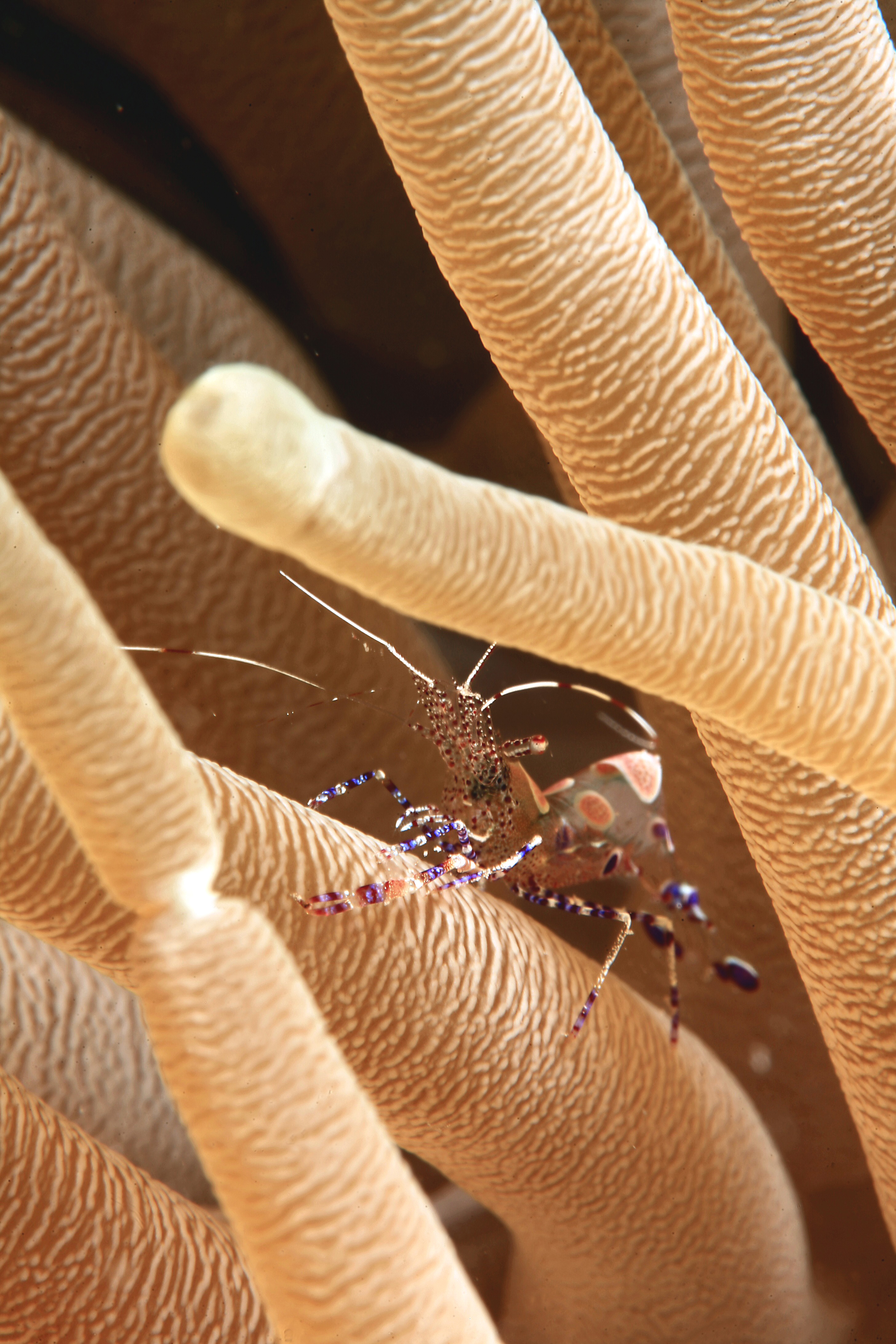
P. yucatanicus en anémona Condylactis gigantea, Bonaire
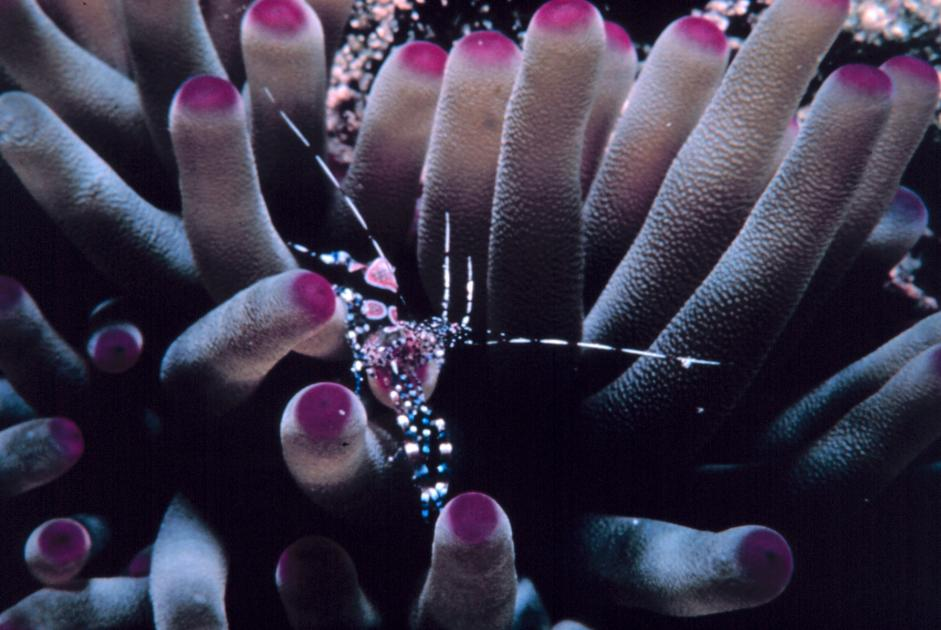
En los cayos de la Florida